# Fie Johansen
Fie Johansen (født 1953 i Stamford i Connecticut) er uddannet reklamefotograf.
Flyttede til Danmark i 1960.
Fie Johansen blev udpeget sammen med 13 andre fotografer til at deltage i projektet Danmark under forvandling, det har udmøntet sig i en bog og udstillinger i 2010.

## Ekstern henvisning
- Fie Johansen Arkiveret 9. oktober 2007 hos  Wayback Machine